# Echeia
Echeia (altgriechisch ἠχεῖα, Singular echeion, abgeleitet „Echo“) wurden laut Vitruv bronzene Schallgefäße genannt, die in antiken Theatern eingebaut waren, um Gesang und instrumentelle Musik zu verstärken und akustisch zu verbessern. Je nach Größe des Theaters konnten sie in einer oder bis zu drei Sitzreihen untergebracht werden. Die wahrscheinlich glockenförmigen Gefäße hatten zum Zuschauerraum, dem koilon, hin geöffnete Schallschlitze.
Da derartige Gefäße kostspielig waren, wurden sie laut Vitruv in kleineren Städten durch tönerne Gefäße ersetzt. Überhaupt spielten sie seiner Meinung nach nur in steinernen Theatern eine Rolle, da reine Holzkonstruktionen wegen der natürlichen Resonanzfähigkeiten des Materials nicht notwendig seien. Zu Vitruvs Zeiten gab es in römischen Theatern allenfalls äußerst selten echeia, nur in einigen Städten Italiens und vor allem in Griechenland gab es Hinweise auf Resonanzgefäße. Herausragend ist der Fund von 13 Bronzegefäßen im Theater von Aizanoi in Kleinasien, das im 1. Jahrhundert v. Chr. als griechisches Theater gegründet und im 2. Jahrhundert n. Chr. zu einem römischen Theater umgebaut wurde. Der Nachhall, den die echeia mutmaßlich produzierten, dürfte für die Musik von Vorteil gewesen sein, aber die Verständlichkeit des gesprochenen Wortes beeinträchtigt haben. Der materielle Wert der Gefäße zeigt sich daran, dass Lucius Mummius nach der Zerstörung Korinths im Jahr 146 v. Chr. die echeia des dortigen Theaters als Beute nach Rom bringen ließ, um sie in den Tempel der Luna auf dem Aventin zu stiften.
Vitruv führt aus, auf welche Töne die Gefäße exakt abzustimmen seien. Die zugrunde gelegte Tonskala übernahm Vitruv vom griechischen Musiktheoretiker Aristoxenos (um 360 – um 300 v. Chr.), der zwei Oktaven in acht feststehende und zehn variable Töne einteilte. Die variablen Töne wurden für drei verschiedene Modi ausgewählt. Aus dem von Vitruv für kleine Theater vorgesehenen Modus ergibt sich die Notwendigkeit, sieben Tonhöhen zu verstärken. Dafür sollten dreizehn Resonanzgefäße in gleichen Abständen platziert werden, jeweils zwei Gefäße für sechs Töne und in der Mitte ein Gefäß für den siebten Ton. In großen Theatern sollten auch die Töne der beiden anderen Modi durch zwei weitere Reihen mit einer entsprechenden Zahl von Resonanzgefäßen verstärkt werden.
Akustische Experimente mit Nachbauten der von Vitruv beschriebenen Gefäße brachten keine messbaren Unterschiede oder klanglichen Verbesserungen.